# Vương tộc Wittelsbach
Nhà Wittelsbach là một trong những hoàng tộc châu Âu lâu đời nhất và là một triều đại Đức ở Bayern. Xuất phát từ nhà này là các bá tước, công tước, tuyển hầu tước và vua của Bayern (1180–1918), cũng như các công tước Kurpfalz (1214–1803 và 1816–1918), mà cũng là tuyển hầu tước của Đế quốc La Mã Thần thánh. Nhánh Pfalz cũng có công tước của Jülich-Berg (1614–1794/1806).
Là một trong những hoàng tộc quan trọng nhất nhà Wittelsbach cũng có người làm vua của Hungary (1305), Thụy Điển (1441–1448 và 1654–1720), Đan Mạch và Na Uy (1440), Hy Lạp (1832–1862) và 3 lần là vua La Mã Đức (1328/1400/1742), trong đó có 2 hoàng đế, 2 người cùng là vua của Böhmen (1619/1742), nhiều tuyển hầu tước, tổng giám mục của Köln (1583–1761), Giám mục von Lüttich, Bá tước von Brandenburg (1323–1373), của Tirol, của Hà Lan, Hennegau và Seeland (1345–1432) cũng như công tước của Bremen-Verden (1654–1719).

## Bayern và Pfalz trong đế quốc La Mã Thần thánh

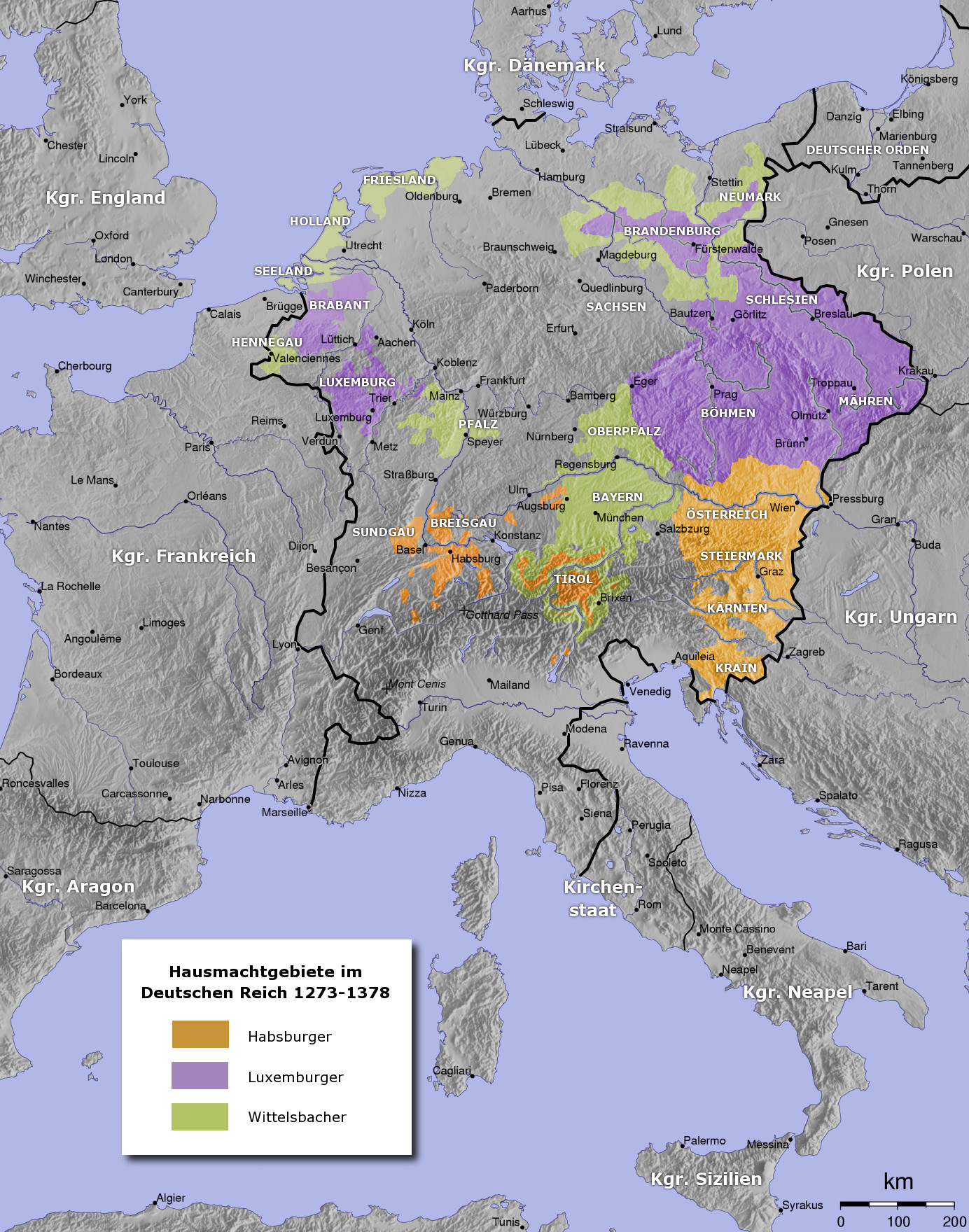
Lãnh thổ Wittelsbach trong đế quốc La Mã Thần thánh (Bayern, Hà Lan và Pfalz) năm 1373
Wittelsbach, bên cạnh nhà
Luxembourg mà đã mua được Brandenburg vào năm đó và nhà
Habsburg mà đã mua Tirol năm 1369

### Nhánh Bayern

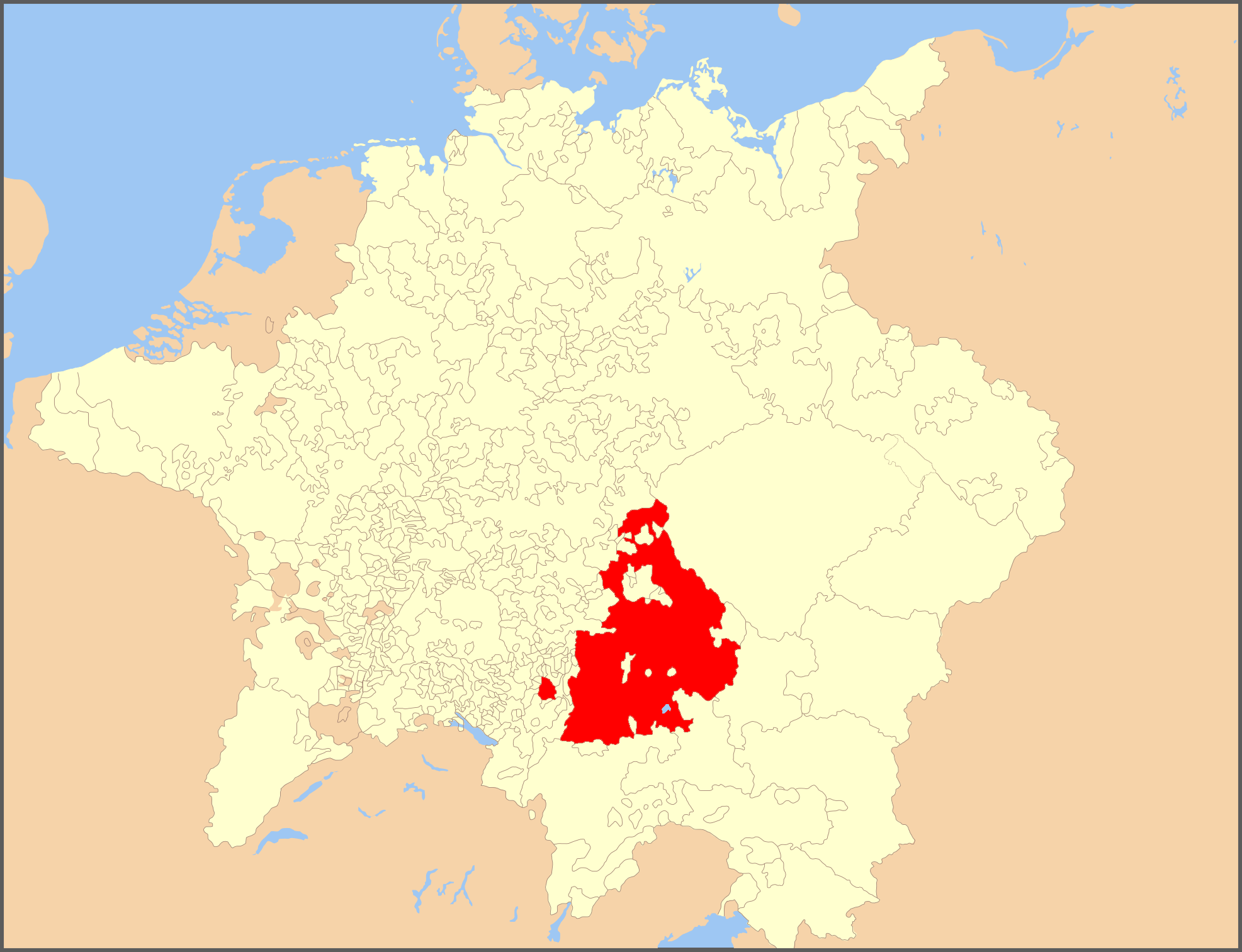
Tuyển hầu quốc Bayern (đỏ) trên bản đồ của đế quốc La Mã Thần thánh 1648

## Người đứng đầu nhà Wittelsbach sau 1918

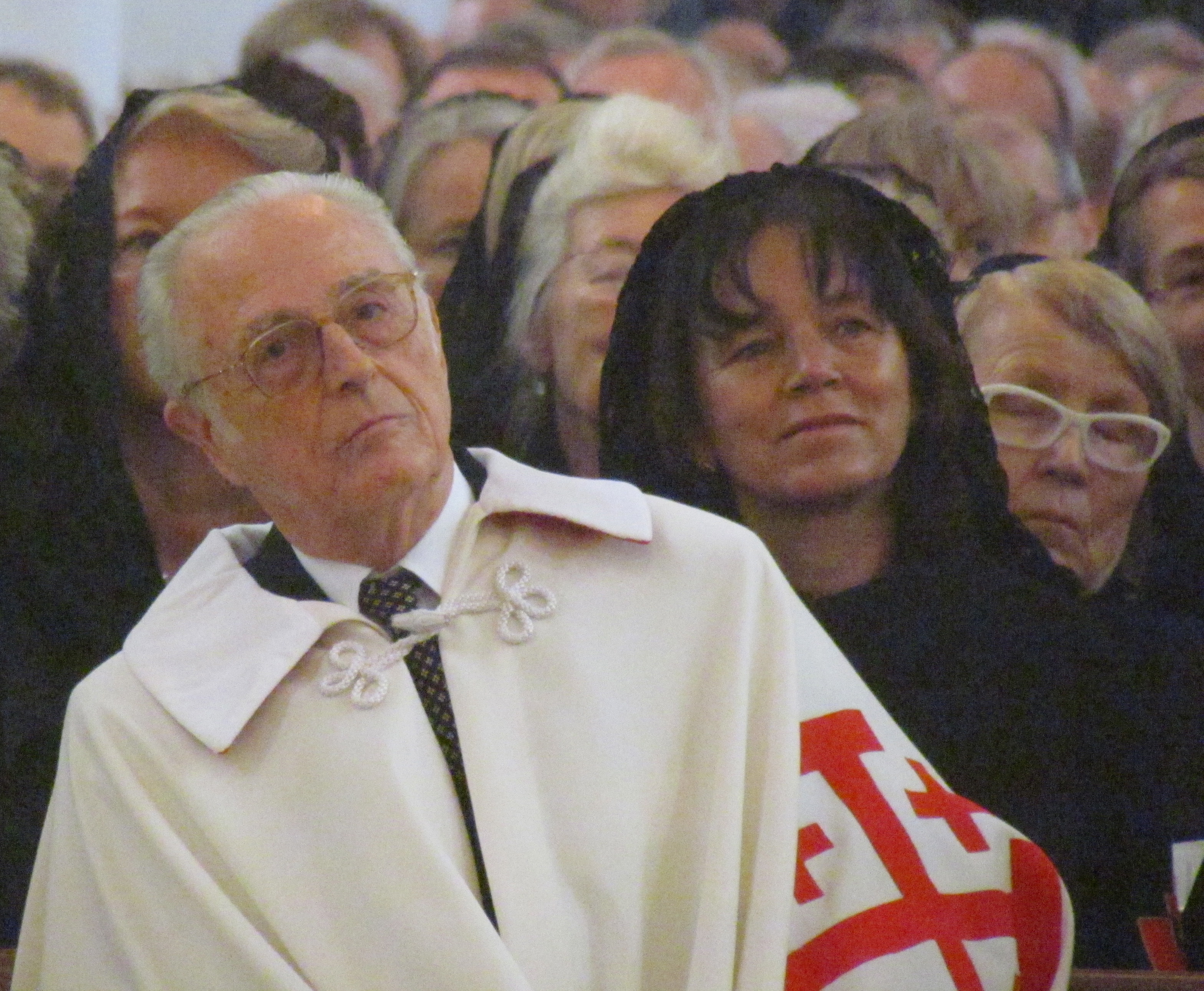
Franz von Bayern (* 1933), người đứng đầu nhà Wittelsbach hiện tại